# A viso scoperto
A viso scoperto è un romanzo di C. S. Lewis. È la riscrittura del mito greco di Amore e Psiche, basata sulla storia contenuta in un capitolo de L'asino d'oro di Apuleio.

## Trama del romanzo
La storia è narrata dalla sorella maggiore di Psiche, Orual. La narrazione è composta di due parti.

### Prima parte
La prima parte costituisce la lunga premessa per un atto di accusa contro gli dei. Essi sono accusati di ingiustizia e di invidia. Orual narra di essere una donna brutta, figlia di un re di un paese barbaro ai confini del mondo ellenistico. Prosegue descrivendo la nascita della sorella minore, Psiche. Orual si affeziona a lei affascinata dalla bellezza straordinaria della bambina. Quando Psiche diviene adulta i sacerdoti della divinità femminile Ungit chiedono al padre di sacrificare la bella Psiche al il dio della montagna, figlio della dea Ungit. Il precettore di Orual, un greco di nome Volpe, spiega ad Orual che Ungit è una versione barbara e primitiva della greca Afrodite, e quindi il dio della montagna è quello che i greci chiamano Eros. Dunque Psiche viene portata in cima alla montagna per essere offerta al dio. Orual si dispera per la sua perdita. Ma poco tempo dopo scopre che Psiche non è stata divorata dalle fiere, ma vive all'aperto in cima alla montagna sacra, apparentemente esposta alle intemperie. Orual cerca di convincerla a scendere e fuggire assieme a lei e Volpe. Ma Psiche rifiuta dicendo di essere ormai la sposa del dio. Psiche afferma di vivere in un palazzo meraviglioso che però rimane invisibile agli altri mortali. Dice di ricevere la visita dello sposo ogni notte. Deve solo rispettare una sola condizione, riceverlo al buio senza mai vedere il suo volto.
Allora Orual credendola impazzita minaccia di uccidersi se non accetterà di scendere dalla montagna, o che almeno cerchi di fare luce con una lampada per scoprire qual è il vero aspetto del dio, se bellissimo o mostruoso. Orual spera che Psiche possa rinsavire scoprendo che non di un dio si tratta ma di un uomo malintenzionato, che la sta ingannando. Psiche accetta piangendo le condizioni di Orual per impedirne il suicidio. Nella notte Orual vede da lontano Psiche che accende la lampada, poi assiste all'ira del dio e all'allontanamento di Psiche, condannata a vagare per il mondo.
La storia prosegue narrando la vita di Orual negli anni successivi. Orual diviene una regina guerriera che governa il suo popolo con saggezza. In tutti gli anni del suo regno Orual continua a pensare alla causa della perdita di Psiche e accusa gli dei di falsità e doppiezza. Per questo scrive la sua storia in greco nella speranza che qualche viaggiatore la porti un giorno in Grecia dove gli uomini discutono liberamente di ogni cosa. La prima parte che occupa quasi i due terzi del romanzo si conclude con una requisitoria:

### Seconda parte
La seconda parte è molto più breve della prima. Contiene la narrazione delle visioni e dei sogni di Orual ormai vecchia e vicina alla morte. Orual vuole integrare la sua storia con le rivelazioni che crede di avere avuto nel corso dei sogni. In sogno Orual assiste ai compiti che sono stati assegnati a Psiche (separare una montagna di semi in mucchietti di diverse specie, procurarsi la lana d'oro degli arieti sacri, riportare l'acqua dal regno dei morti). Nello stesso tempo nei sogni anche Orual deve svolgere gli stessi compiti. 
Al termine dell'ultima prova Orual si trova di fronte ad un'aquila sacra:
“Allora non sei tu che sono stata mandata ad aiutare. Che cos'è quel rotolo che tieni in mano?”
“È la mia denuncia contro gli dei”, dissi.
L'aquila batté le ali, sollevò il capo e gridò con voce acuta: “È venuta infine. Ecco la donna che ha una denuncia contro gli dei”.»
Allora Orual viene portata davanti al giudice e alla corte, composta dalla moltitudine degli spettri di coloro che sono già morti. Leggendo il libro Orual ripete le sue accuse e termina ribadendo il suo risentimento per la perdita di Psiche: 
Orual si rende conto che ha continuato a leggere la sua accusa per dozzine di volte di seguito, e la voce che la legge le è estranea. Ha la certezza che quella è la sua vera voce. 
“Sì” risposi.
Il mio atto di accusa era la risposta. Aver sentito me stessa che lo lanciava fu lo stesso che ricevere una risposta.»
L'ultimo capitolo si conclude con il giudizio del dio su Orual, ma Orual si sveglia dal sogno prima di poter vedere il dio. Il manoscritto si chiude con le parole del sacerdote di Afrodite che racconta di come la regina sia morta tenendo in mano quel libro che verrà quindi consegnato allo straniero che s'impegnerà a portarlo in Grecia.

## Significato del mito
Come scrive lo stesso Lewis in una lettera del 1959 a Peter Milward i temi principali di A viso scoperto sono due: 
Il mito di Amore e Psiche viene utilizzato da Lewis allo scopo di rappresentare in modo esemplare le tematiche che lo avevano ossessionato fin dalla giovinezza quando professava apertamente la sua ostilità nei confronti della fede cristiana e delle religioni. La successiva conversione al cristianesimo di Lewis cambia le coordinate del problema, ma non semplifica il compito di cercare una risposta. L'interrogativo sulla vita, sugli affetti e sulle passioni diviene se possibile ancora più drammatico e mantiene nel corso di tutta la vita di Lewis un significato esistenziale tragicamente personale, sia in relazione al trauma subito a dieci anni in seguito alla morte della madre, sia per la malattia della moglie Joy (a cui è dedicato “A viso scoperto”) che morirà nel 1960. La seconda parte del romanzo è il tentativo di dare una risposta alla domanda formulata nella prima parte. Lo stile della narrazione diventa simbolico e i concetti si rivestono della forma propria del mito.
Le peculiarità della visione religiosa mitopoietica di Lewis emergono prepotentemente. Gli elementi che Lewis ritiene importanti nella rivelazione cristiana vengono rappresentati attraverso i miti di un paganesimo primitivo e brutale, dove il sacerdote di Ungit/Afrodite porta la maschera come uno sciamano ed abita in un tempio dove si pratica la prostituzione sacra. In questo mito in cui si vorrebbero trovare affinità con il cristianesimo, a rappresentare il sacro è un'oscura e crudele divinità primordiale, tanto primitiva da non poter neppure venire rappresentata da un idolo in forma umana. Ciò nonostante, la protagonista Orual si trova costretta ad ammettere suo malgrado che la verità si trova passando attraverso l'oscurità della religione mitica e non seguendo la chiarezza e la razionalità del pensiero greco. 
Sono questi elementi di originalità le ragioni della grandezza di quest'opera e nello stesso tempo del suo insuccesso editoriale. È probabile che i milioni di lettori che erano rimasti affascinati dalle storie solari del mondo di Narnia e dai saggi apologetici del brillante autore delle “Lettere di Berlicche” siano rimasti spiazzati e sorpresi da questa storia oscura e terribile, tanto da non saperla apprezzare.

## Edizioni
- C. S. Lewis, A viso scoperto, traduzione di Maria Elena Ruggerini, Jaka Book, 1997.